# Robert Anson Heinlein
Robert Anson Heinlein (7. července 1907, Butler, Missouri, USA – 8. května 1988, Carmel, Kalifornie, USA) byl jeden z nejvlivnějších a nejkontroverznějších spisovatelů science fiction. Společně s A. C. Clarkem a Isaacem Asimovem byli v americké literatuře známi jako „Velká trojka science fiction“ (Big Three). Počátky jeho díla jsou spojovány s obdobím Zlatého věku science fiction. Byl prvním spisovatelem sci-fi, který pronikl i do nefantastických magazínů. Hlavní témata jeho práce byla sociální: radikální individualismus, svobodná vůle, náboženství, vztah mezi fyzickou a emocionální láskou a spekulace o poněkud neortodoxních rodinných vztazích.
Během svého života získal Heinlein mnohá ocenění – jeho romány byly mimo jiné oceněny čtveřicí Hugů, další tři tato ocenění – tzv. Retro Hugo – byla udělena zpětně za roky, kdy ještě tato cena neexistovala. Roku 1974 se stal prvním, kdo obdržel ocenění za celoživotní zásluhy o žánr fantastické literatury, známé dnes jako Damon Knight Memorial Grand Master Award (Velmistr žánru).

## Životopis

### Dětství
Heinlein se narodil 7. července roku 1907 v  Butleru ve státě Missouri. Byl třetím synem Rexe Ivara a Bam Lyle Heinleinových. Jeho starší bratři se jmenovali Lawrence a Rex. Jeho rodičům se poté ještě narodila dcera Louise, další syn Jesse a dcery Rose Betty a Mary Jean. Několik měsíců po jeho narození se rodina odstěhovala do Kansas City, kde Heinlein strávil dětství. Po příletu Halleyovy komety roku 1910 se jeho zájmem stala astronomie – a to až do té míry, že v roce 1920, kdy nastoupil na střední školu, měl přečtené všechny knihy o astronomii v městské knihovně.

### Námořní kariéra

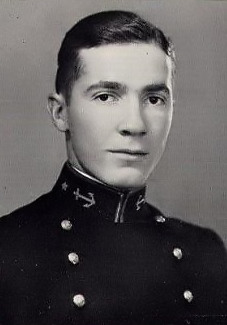
Fotografie z ročenky Americké Námořní akademie z roku 1929

Nastoupil na Námořní akademii v Annapolisu, kterou ukončil roku 1929 jako 20. z 243. Poté byl přidělen na USS Lexington (první americkou letadlovou loď). Se svou druhou ženou Leslyn MacDonaldovou se oženil 27. března 1932 (o jeho prvním manželství není téměř nic známo, snad jen, že bylo krátké). Stejně jako jeho žena byl také Heinlein v této době politicky radikální, Isaac Asimov na něj později vzpomínal jako na zapáleného liberála. V letech 1933–34 sloužil na palubě torpédoborce USS Roper, kde získal hodnost „Lieutenant“, zároveň však v této době onemocněl tuberkulózou. Heinlein odešel v dubnu 1934 do výslužby jako služby v námořnictvu neschopný ze zdravotních důvodů. Během své dlouhé hospitalizace vymyslel vodní postel a její popis v jeho knihách Za tímto horizontem, Dvojník a Cizinec v cizí zemi později zabránil jiným vynálezcům v patentování tohoto nápadu. Vojenská služba v něm však zanechala hluboké stopy – vždy si vážil věrnosti, vůdcovství a dalších ctností spojovaných s armádou. Neméně hluboké stopy však zanechala také choroba, která jej sužovala celý život a kvůli které patrně musel po několika týdnech opustit studium matematiky a fyziky na Kalifornské Univerzitě (U.C.L.A.) v Los Angeles.

### V politice
Následně se věnoval několika zaměstnáním – zmiňovány bývají: prodej nemovitostí, architektura a těžba stříbra. Patrně pod vlivem své ženy se také začal věnovat politice. Byl aktivní v hnutí EPIC Uptona Sinclaira, a když ten získal roku 1934 nominaci na guvernéra Kalifornie za Demokratickou stranu, Heinlein se účastnil jeho (neúspěšné) volební kampaně. Ani Heinleinova kandidatura roku 1938 do kalifornského zákonodárného sboru za demokraty nebyla úspěšná, protože ho jeho republikánský protivník využitím mezery v zákonech dokázal vyřadit z primárních voleb. Svou levicovou minulostí se následně příliš nechlubil.

### Spisovatelské začátky
Po tomto neúspěchu zůstala Heinleinovi jen nevelká vojenská penze, a tak se začal věnovat psaní. Psal beletrii v podstatě po celý svůj dospělý život, už od studií v Annapolisu. Teprve v roce 1939 mu byla v Astounding Science-Fiction otištěna povídka Linie života. Začal být známý jako představitel nového směru v science fiction směřujícího k sociálním tématům. Díla, která mu byla postupně v Astounding otiskována, tvořila tzv. „historii budoucnosti“ – obraz vývoje lidstva v nadcházejících staletích. Svou spisovatelskou kariéru hodlal opustit na vrcholu: plánoval přestat, jakmile budou jeho povídky často odmítány a začnou získávat negativní kritiky. Toto své předsevzetí také splnil, když Campbell v roce 1941 odmítl povídku, kterou Heinlein považoval za důležitou. Patrně mu však psaní chybělo, neboť se nechal přesvědčit k návratu a Campbell zmíněnou povídku (Goldfish Bowl) po přepracování přijal.

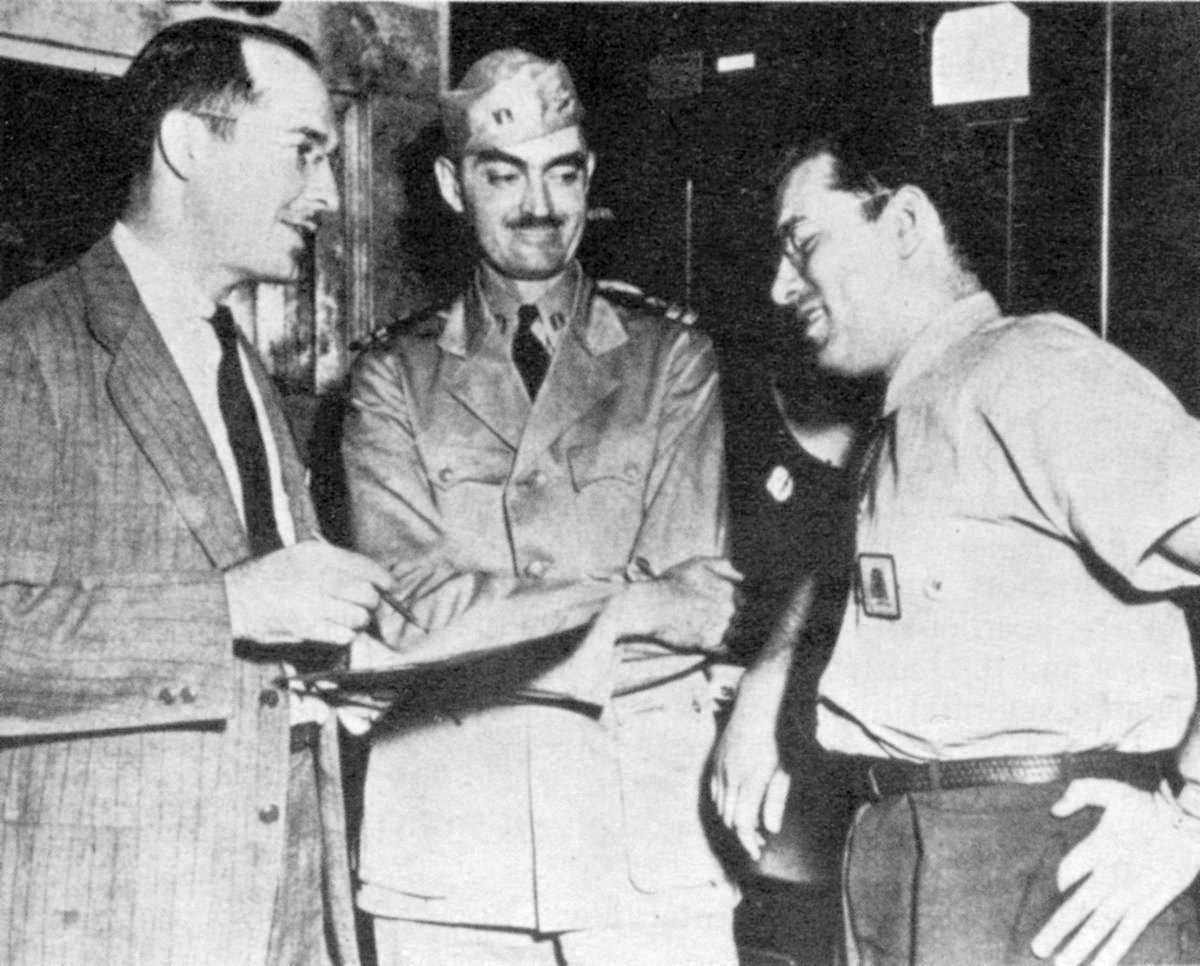
Zleva: Robert A. Heinlein, L. Sprague de Camp a Isaac Asimov, Philadelphia, rok 1944

Den po dokončení románu Za tímto horizontem, 7. prosince 1941 napadlo Japonsko Pearl Harbor a Spojené státy vstoupily do války. Heinlein se přihlásil do služby, byl však ze zdravotních důvodů odmítnut. Druhou světovou válku strávil Heinlein jako civilní letecký inženýr v Naval Air Experimental Station na Mustin Field blízko Filadelfie. Pro práci v tomto zařízení naverboval Isaaca Asimova a L. Sprague de Campa.

### Poválečné aktivity

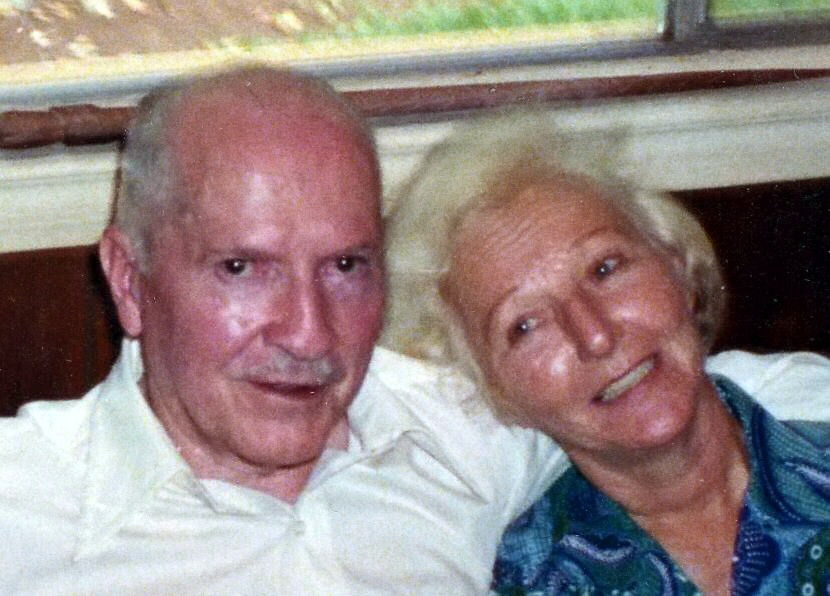
Robert Heinlein a Virginie Heinleinová na Tahiti v roce 1980

Po skončení války roku 1945 začal svou kariéru přehodnocovat. Kvůli bombardování měst Hirošima a Nagasaki a začátku studené války se Heinlein vrhl na psaní politických témat a chtěl se dostat na lépe placený trh. Publikoval proto čtveřici povídek v Saturday Evening Post, prvním byly Zelené pahorky Země v únoru 1947, čímž se stal prvním autorem science fiction, kterému vydali článek v tak prestižním časopise. Dokumentární film Destination Moon ke kterému napsal námět a vymyslel mnoho jeho efektů, získal právě za speciální efekty Oscara.
V roce 1947 se Heinlein rozvedl a roku 1948 se potřetí oženil – tentokrát s Virginií „Ginny“ Gerstenfeldovou, která patrně posloužila jako model pro jeho chytré a nezávislé hrdinky – například Hazel Stoneovou a která byla prvním čtenářem jeho děl. V letech 1953–54 se Heinlein vydal na cestu kolem světa popsanou později v knize Tramp Royale, která mu poskytla materiál k románům odehrávajícím se na palubě vesmírných lodí – například Podkayna z Marsu.

### Romány pro mládež
Snad nejdůležitějším, co napsal, byly jeho romány pro mládež, které vychovávaly vědecky a sociálně uvědomělé jedince. Tyto romány vydával každoročně v nakladatelství Scribner's a popisoval v nich aktuální problémy a různá témata. V roce 1959 však toto nakladatelství odmítlo jeho Hvězdnou pěchotu, kterou označilo za příliš kontroverzní a kvůli jejímuž propagandistickému tónu a zjevnému autorovu okouzlení armádou začal být Heinlein považován za militaristu. Po tomto odmítnutí Heinlein se psaním románů pro mládež prakticky skončil a začal psát „své vlastní práce, svým vlastním způsobem“ a přišel s romány posunujícími hranice žánru, jako jsou jeho dva nejznámější romány Cizinec v cizí zemi (1961) a Měsíc je drsná milenka (1966), označované také za jeho nejzdařilejší. V 60. letech byl (společně s A. C. Clarkem) přizván, aby spolukomentoval přistání Apolla 11 na Měsíci.

### Zdravotní problémy
Začátkem 70. let se Heinlein stal obětí série chorob způsobených vyčerpávající prací. Toto desetiletí začal nebezpečným zápalem pobřišnice, ze kterého se dostal po více než dvou letech. Ale sotva byl opět schopen psát, začal pracovat na svém technicky nejnáročnějším románu Dost času na lásku (1973). V půlce této dekády napsal dva dobře hodnocené články pro Britannica Compton Yearbook: jeden o Paulu Diracovi a antihmotě nazvaný „Paul Dirac, antihmota a ty“ a druhý o chemických procesech v krvi. Se svou ženou Virginií procestovali celou zemi, aby napomohli reorganizaci systému dárcovství krve v USA a roku 1976 byl čestným hostem na Worldconu v Kansas City. Jeho zdraví se však opět ozvalo když na dovolené na Tahiti v roce 1978 prodělal mozkovou mrtvici zapříčiněnou ucpanou karotidou. Byl jedním z prvních pacientů s voperovaným bypassem, který měl tuto ucpanou tepnu uvolnit. V témže roce byl pozván před výbor amerického Senátu, aby zde představil své přesvědčení, že výsledky vesmírného výzkumu lze využít pro nemocné a staré lidi.
Během osmdesátých let napsal dalších pět románů. Zemřel ve spánku 8. května 1988 na rozedmu plic, a to v době, kdy třídil poznámky k šestému románu ze série World as Myth. Několik jeho děl bylo vydáno ještě posmrtně, například sbírka jeho korespondence Grumbles from the Grave. Heinlein i jeho žena byli zpopelněni a jejich popel rozptýlen v Tichém oceáně.

## Dílo

### Období 1939–1960 (začátky)
První Heinleinův román For Us, The Living: A Comedy of Customs byl sice napsán již roku 1939, vydán však byl až o 64 let později, když se kopie rukopisu našla v garáži Michaela Huntera, který měl jako student napsat něco o Heinleinovi. Tento román je jen o málo víc než přehlídka Heinleinových sociálních teorií, je zajímavý spíše jako okno do jeho myšlenek o člověku jako společenském zvířeti a úvah o volné lásce. Zdá se, že Heinlein hodlal podle těchto ideálů žít a měl mimomanželský poměr se svou pozdější druhou ženou Leslyn. Heinlein byl také přívržencem nudismu; nudismus a tabu kolem těla často ve svých pracích rozebíral. Když vrcholila studená válka, postavil pod svým domem protiatomový kryt, podobný tomu z románu Farnhamův únik.
Po For Us, The Living začal psát romány a povídky tvořící dohromady „historii budoucnosti“ doplněnou časovou osou s významnými politickými, kulturními a technologickými změnami. Takováto koncepce příběhů posazených do jediné vývojové linie byla Heinleinem ve science fiction použita vůbec poprvé. Patří sem například romány: Vezmi si skafandr a běž, Hvězdná kolonie, Hvězdná dvojčata a Starman Jones. Některé byly v seriálové podobě vydány pod jinými jmény, například Hvězdná kolonie vyšla na pokračování jako Satellite Scout ve skautském Boy's Life. Časová osa této historie byla otištěna poprvé v květnovém vydání Astounding Stories roku 1941. Heinlein se od této osy občas v některých detailech odchýlil, tyto nekonzistentnosti byly později vysvětleny v pozdějších příbězích World As Myth.
První z knih pro mládež Hvězdná loď Galileo napsal údajně pro jednoho velkého vydavatele, který jej požádal o knihu pro chlapce. Tu však následně odmítl s tím, že cesta na Měsíc je nesmysl. Heinlein odnesl rukopis do Scribner's. Scribner román koupil a po dvanáct let vydával před Vánoci jednu Heinleinovu knihu. Tedy dokud vydavatel (který sci-fi nenáviděl) jeden rukopis neodmítl. Občas se spekuluje o tom, že Heinleinova posedlost vlastním soukromím byla alespoň zčásti zapříčiněna rozporem mezi jeho soukromým životem a jeho kariérou autora knih pro mládež. V románu For Us, The Living: A Comedy of Customs však je vysvětlena politická důležitost, kterou přikládal soukromí jako principu.
Tyto romány pro mladé jsou mixem témat pro děti a pro dospělé. Mnoho v nich řešených problémů má souvislost s dospíváním. Jejich protagonisté jsou obvykle velmi inteligentní teenageři, kteří hledají svou cestu světem dospělých kolem nich. Jsou to prostě příběhy o dobrodružstvích, úspěších a o jednání s hloupostí učitelů a závistí spolužáků. Oproti svým vydavatelům (a jiným spisovatelům) Heinlein otevřeně vyjadřoval své přesvědčení, že mladí čtenáři jsou mnohem chytřejší a schopní zvládnout složitější témata, než si většina lidí vůbec uvědomuje. Proto také jsou tato díla dodnes čitelná i dospělými. Jeho posledním dílem pro dospívající byl román Hvězdná pěchota, pokládaný za jedno z jeho nejkontroverznějších děl. Napsal jej jako odpověď na jednostranné zastavení jaderných pokusů, objevuje se zde myšlenka, že by neměla být žádná branná povinnost, ale že volební právo by měli získat jen ti, kteří si ho zaslouží službou pro svou zemi (zde konkrétně v armádě). Dokonce i v tak zdánlivě nevinné knize jako Rudá planeta se nachází několik podvratných motivů jako například vzpoura mladých studentů, inspirovaná americkou revolucí. Vydavatel tehdy žádal podstatné změny v textu, zejména ohledně používání zbraní studenty a zmatené sexuality postavy Marťana.
Mnozí čtenáři si neuvědomují, že mnohá Heinleinem použitá „klišé“, jako například cesta na Měsíc, byla ve své době překvapující a právě ta klišé spoluvytvářela. Jiným dobrým příkladem je román Vládci loutek, přinášející myšlenku mimozemšťanů přebírajících kontrolu nad lidským tělem, jako ve filmu Invaze zlodějů těl.

### Období 1961–1973 (vrchol tvorby)

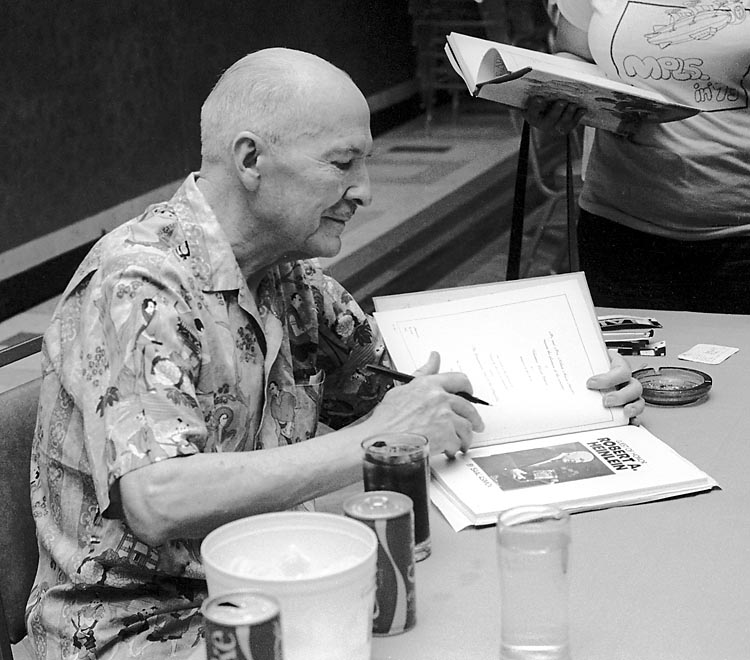
V roce 1976 se Heinlein zúčastnil Worldconu v Kansas City

V období od roku 1961 (Cizinec v cizí zemi) do roku 1973 (Dost času na lásku) napsal Heinlein své nejcharakterističtější a nejlépe propracované romány. Jeho práce se v této době zaměřila na jeho nejdůležitější témata: individualismus, boj za svobodu jednotlivce, fyzickou a emocionální lásku. Jasný rozdíl mezi těmito romány a jeho předcházející tvorbou lze připsat jeho vlastnímu (patrně správnému) přesvědčení, že čtenáři a vydavatelé padesátých let ještě nebyli na některé jeho radikálnější myšlenky připravení. Román Cizinec v cizí zemi poslal svému vydavateli dlouho po jeho napsání a samotná témata volné lásky a radikálního individualismu jsou již v jeho dlouho nevydaném díle For Us, the Living. Měsíc je drsná milenka, další z jeho vrcholných děl, vypráví příběh války za nezávislost lunární kolonie, se zřetelným důrazem na myšlenku, že libovolná forma vlády (včetně republiky) představuje hrozbu pro svobody jednotlivce.
Heinlein již před tímto obdobím napsal několik povídek spadajících do žánru fantasy, v roce 1963 napsal fantasy román Cesta slávy. Fantasy prvky lze nalézt také v románech Cizinec v cizí zemi a Vůně strachu, kde kromě hard science fiction a fantasy jsou také elementy mystiky a satirické znázornění organizovaného náboženství.

### Období 1980–1987 (pozdní díla)
Po sedm let trvajícím boji s různými chorobami napsal Heinlein několik románů v období od roku 1980 (Číslo bestie) do roku 1987 (Až za slunce západ plout). Čtenáři tato díla přijali rozporuplně, někteří tvrdí, že tyto romány nedosahují kvality jeho předchozích děl. Knihy se každopádně prodávaly celkem dobře a získaly řadu ocenění, mimo jiné čtyřikrát cenu Hugo. Jejich spokojení čtenáři říkají, že kritici nepochopili jejich ironii a sebevědomou parodii science fiction a literatury obecně.
Některé z těchto knih, jako například Číslo bestie a Kočka, která prochází zdí, začínají jako dobrodružné příběhy, ke konci se z nich však stanou filosofující fantazie. Je věcí názoru, jestli to ukazuje na nedostatek zručnosti autora, nebo na jeho snahu rozšířit hranice vědecké fantastiky do jakéhosi magického realismu, pokračujíc tak v procesu literárního objevování, se kterým Heinlein začal v Cizinec v cizí zemi. Tendence k autorově sebereflexi, která v tomto románu začala a která pokračovala v Dost času na lásku, je ještě zřetelnější v románu Kočka, která prochází zdí, ve kterém hlavní hrdina, spisovatel a vojenský veterán, objevuje lásku k ženě. Ta se, stejně jako všechny Heinleinovy silné ženské postavy, nápadně podobá jeho ženě Gině. Prvek sebeparodie, obsažený v těchto knihách, brání tomu, aby byly brány příliš vážně. Což však čtenáři neznající Heinleinovy předchozí práce nemusí pochopit.
Roku 1984 vydaný román Job je satirickým pohledem na křesťanský fundamentalismus.

### Posmrtně vydaná díla
I po Heinleinově smrti bylo uveřejněno několik prací. Nejdůležitějším z nich byla sbírka dopisů mezi Heinleinem a jeho vydavatelem a agentem Grumbles from a Grave. Dalším byl cestovní průvodce po jižní polokouli Tramp Royale a Take Back Your Government, „příručka pro občany, kteří chtějí aby demokracie fungovala“ napsaná pod vlivem Heinleinova pokusu o politickou kariéru. Jeho dosud nepublikované povídky pak vyšly ve sbírce Requiem: Collected Works and Tributes to the Grand Master.

## Myšlenky a témata

### Filosofie
Stejně jako u jiných autorů, je také v Heinleinově případě málo zřetelný rozdíl mezi tématy prezentovanými v dílech a jím prosazovanými filosofickými názory.
Například v jeho knize Až za slunce západ plout nechává autor postavu Maureen tvrdit, že hlavní úlohou metafyziky je klást otázky, jako například: „Proč jsme zde?“, „Co se s námi stane po smrti?“ a že člověk nemá na tyto otázky odpovídat. Klást tyto otázky tak je věcí metafyziky, hledat na ně odpovědi však již ne, protože v okamžiku, kdy na ně člověk odpoví, dostává se do oblasti víry. Maureen toto tvrzení nijak nezdůvodňuje, jednoduše poznamenává, že tyto otázky jsou sice „krásné“, ale není na ně odpověď. Z toho patrně plyne následující: Protože je (podle Heinleina) deduktivní myšlení striktně tautologické (nikdy nevede k závěrům, které jsme nepředpokládali) a protože induktivní myšlení vždy podléhá pochybnostem, je jediným spolehlivým zdrojem odpovědí na tyto otázky přímá zkušenost – kterou však nemáme. V románu Dost času na lásku uvádí Maureenin syn (a milenec) Lazarus Long související poznámku, že abychom mohli na tyto „velké otázky“ o vesmíru odpovědět, museli bychom stát vně tohoto vesmíru.
Během třicátých a čtyřicátých let se Heinlein zajímal o obecnou sémantiku Alfreda Korzybskiho a navštěvoval množství seminářů na toto téma. Zdá se, že také jeho názory na epistemologii pramení z tohoto zájmu. Postavy s Korzybskiho názory se v jeho díle vyskytují až do úplného konce kariéry. Mnohé jeho příběhy, jako Gulf, Jestli to takhle půjde dál a Cizinec v cizí zemi, pokračují v rozvíjení Sapir-Whorfovy hypotézy, že použitím správného jazyka se jedinec může duševně osvobodit a dokonce se může stát nadčlověkem.
Heinlein byl také ovlivněn náboženským filosofem P. D. Ouspenským a Freudovou psychoanalýzou. Ta byla v tomto období na vrcholu svého vlivu a to se odrazilo například v románu Čas pro hvězdy, který se v psychoanalýze doslova vyžívá. Heinlein sám byl k Freudovi poměrně skeptický, hlavně od střetu s redaktorem kladoucím důraz na nacházení Freudovy sexuální symboliky v Roberových románech pro mládež. Byl také hodně oddaný kulturnímu relativismu, jméno socioložky Margarety Maderové z románu Občan galaxie je patrně odkazem na Margaretu Meadovou. V kontextu Druhé světové války to byl jediný intelektuální rámec nabízející jasnou alternativu k rasismu, který Heinlein kritizoval.
Mnohé z těchto sociologických a psychologických teorií bylo kritizováno, opuštěno, nebo masivně přepracováno během posledních padesáti let. Z tohoto pohledu se dnes mnohé aspekty Heinleinovy tvorby jeví některým čtenářům jako naivní a zastaralé.

### Politika
Mohlo by se zdát, že Heinleinova díla divoce oscilují napříč celým politickým spektrem. Jeho první román, For Us, the Living, pozůstává z větší části z obhajoby systému společenského úvěru a raná povídka Černá ovce je o organizaci podobné Rooseveltovým „Civilian Conservation Corps“ přenesené do vesmíru. Cizinec v cizí zemi byl přivítán kulturou hippie, Cesta slávy může být vnímána jako dílo protiválečné, zatímco Hvězdná pěchota jako propagace armády. Až za slunce západ plout, vydaný za Reagana, je pravicové dílo se sympaticky vykreslenou hlavní postavou, která mluví o ilegálních přistěhovalcích jako o „wetbacks“ (americký výraz pro ilegální mexické imigranty, kteří přeplavali Rio Grande). V jiném případě mluví sympatická postava o homosexuálech jako o „the poor in-betweeners“ (doslova „chudáci stojíci mezi (pohlavími)“). Tato poznámka dokázala rozzlobit i Heinleinova známého obdivovatele Spidera Robinsona.

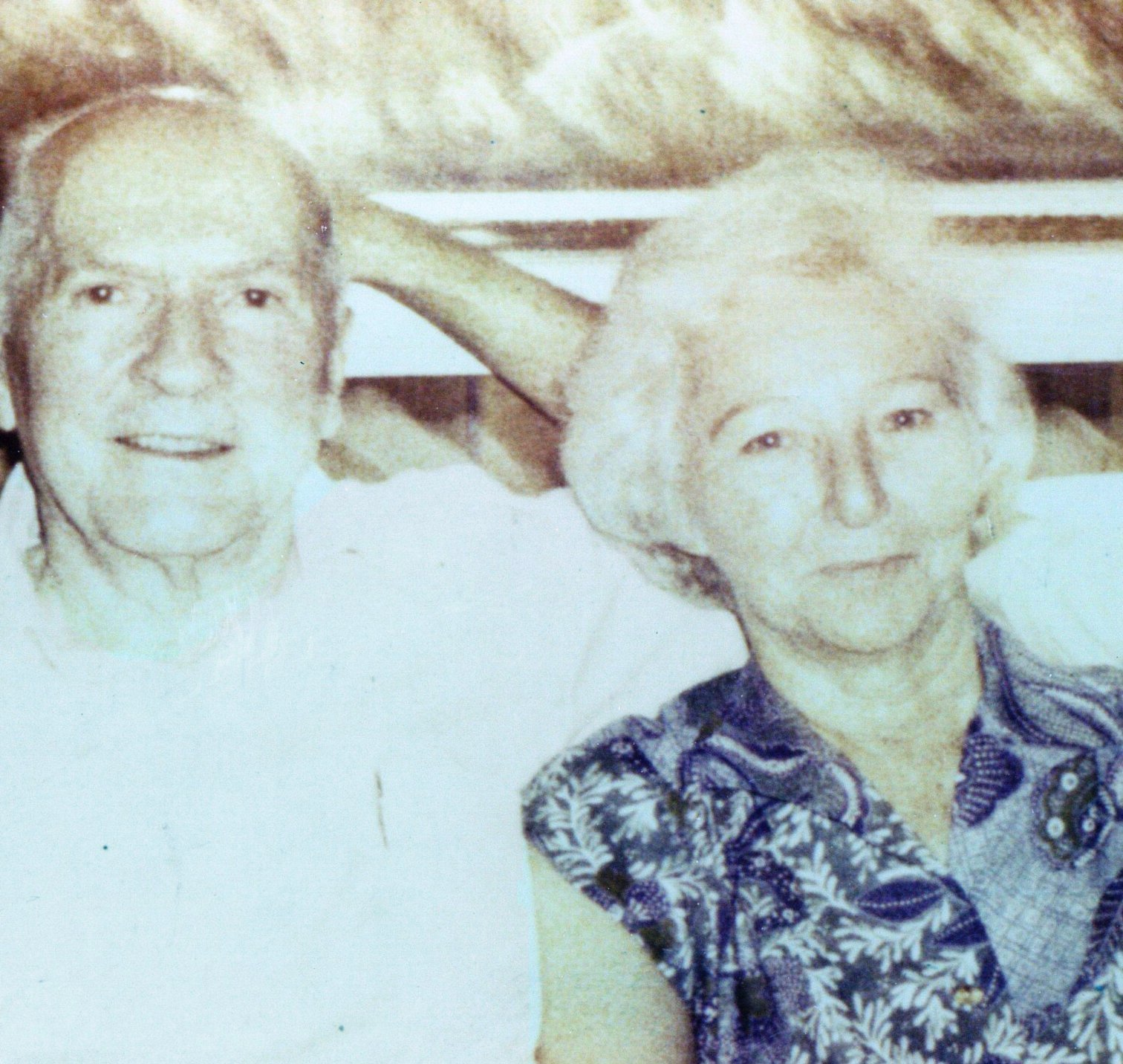
Nezanedbatelný vliv měla na Heinleinovy názory také jeho žena Virginia

V Heinleinových politických názorech však existují také směry, které zůstávají pozoruhodně neměnné. Byl silně oddaný liberální myšlence o svobodě jednotlivce, což nejjasněji vyjádřil v románu Měsíc je drsná milenka, považovaném někdy za jeho nejlepší. Už jeho první romány pro mládež obsahovaly silné antiautoritářské poselství, jako například v Hvězdné lodi Galileo, kde skupina chlapců odstartuje ke kosmickému letu navzdory soudnímu předběžnému opatření. V románu Měsíc je drsná milenka je nespravedlivá vláda Luny označovaná prostě jako „Authority“ (anglicky: autorita, úřad), což může odkazovat na zlo „autorit“ nejen v tomto románu.
Na rozdíl od americké „Křesťanské pravice“ je Heinlein proti jakémukoli zasahování náboženství do politiky a do organizovaného náboženství se patřičně obul ve svém románu Job a trochu lehčeji také v Cizinec v cizí zemi. Jeho „historie budoucnosti“ (Jestli to takhle půjde dál) obsahuje období nazvané Mezivládí, ve kterém se náboženský fanatik stává prezidentem Spojených států. Pozitivní obraz armády (Mezi planetami, Rudá planeta) většinou zdůrazňuje individuální činy dobrovolníků v duchu Minutemanů (dobrovolníků z americké války za nezávislost), zatímco armáda jako prodloužená ruka vlády je zobrazená s notnou dávkou skepse (Dost času na lásku, Cesta slávy).
Při své práci v socialistických hnutích EPIC a za „společenský úvěr“ byl Heinlein přesvědčeným antikomunistou. Tak jako dříve i později, v třicátých letech dvacátého století nebyl rozpor mezi tím být socialistou a být antikomunistou. Mezi jeho publicistickými texty se nachází také antikomunistická polemika Who are the heirs of Patrick Henry? a články jako „Pravda“ means „Truth“ a Inside Intourist, kde popisuje svou návštěvu SSSR, obsahující rady pro západní čtenáře, jak se vyhnout úřednímu dohledu během cesty. V románu Měsíc je drsná milenka popisuje Heinlein strukturu podzemního hnutí navrženou tak, že ji lze jen těžko rozbít. Má se za to, že to byl návod pro sovětské občany nespokojené s komunistickým režimem, jak proti němu připravit revoluci.
Mnohé Heinleinovy příběhy podávají pohled na svět srovnatelný s Marxem: společenské struktury jsou určované materiálním prostředím. Je však patrně lepší porovnávat Heinleina s Turnerovou tezí „hraniční oblasti“ (frontier thesis). V Rudé planetě spojuje pokusy o omezení práva nosit zbraň a zvýšením hustoty obyvatel Marsu. (Na žádost vydavatele byla tato diskuse z původního vydání vypuštěna.) V románu Hvězdná kolonie způsobilo přelidnění hlad na Zemi, osídlení Ganymedu však nakonec zajistilo přežití lidstva jako druhu. Jedna z postav ke konci knihy podotýká, že matematická logika Malthusianismu ukazuje neodvratnou katastrofu na domovské planetě. V Dost času na lásku vznášejí rolníci požadavky na banku Lazaruse Longa, které Heinlein vykresluje jako nevyhnutelný sklon pionýrské společnosti vyvinout se ve společnost lidnatější, ale také dekadentnější a méně svobodnou. Tato epizoda je zajímavým příkladem Heinleinova sklonu vidět dějiny (na rozdíl od Marxe) jako cyklické a nikoli progresivní. Příkladem může být opět Měsíc je drsná milenka, kde po úspěšné revoluci čelí nová vláda snahám členů zákonodárného shromáždění vydat zákony omezující osobní život i přes veškerou snahu jednoho z hrdinů označujícího se za „racionálního anarchistu“. V románu Kočka, která prochází zdí, který se odehrává přibližně sto let po revoluci, společnost na Měsíci již opět trápí neduhy, proti kterým revoluce směřovala – byrokracie, úplatkářství, nesvoboda.

### Rasismus
Heinlein vyrůstal v období rasové segregace a psal v době největšího rozmachu hnutí za občanská práva. V některých jeho pracích hrály rasy důležitou úlohu. Nejnápadnějším příkladem je román Farnhamův únik, kde bělošská rodina cestuje do budoucnosti. V té jsou běloši otroky černošských pánů. Heinlein často útočil na rasové předsudky svých čtenářů tím, že vykreslil silného a sympatického hrdinu, aby vzápětí odhalil jeho africký původ. Takto postupoval například v románech Kočka, která prochází zdí a Friday. Hrdina prvního vzpomínaného románu měl mít podle obálky bílou kůži, ačkoli podle knihy je jasně černoch. Totéž platí pro hrdinku Friday ze stejnojmenného díla. V knize Měsíc je drsná milenka je zmínka o incidentu, kdy hrdina navštíví jih Spojených států a je zatčen kvůli předsudkům. Také v Podkayně z Marsu jsou poznámky o rasových předsudcích vůči hlavní postavě. V kontextu science fiction před rokem 1960 je zastoupení „černochů“ velmi novátorské, v soudobých sci-fi dílech se vyskytovala častěji pokožka zelená, než hnědá. Heinlein napadal rasismus opravdu často, například v Expanded Universe. Asijské civilizace však jsou často v jeho dílech zobrazovány v negativním světle – například v Šesté koloně, kde se Američané brání invazi pomocí záření zabíjejícího jen lidi s asijskou krví (tento prvek vnutil Heinleinovi John W. Campbell, jeho vydavatel, a autor sám z toho byl poněkud v rozpacích). Také Tunel do nebes a Hvězdná kolonie obsahují negativní popis přelidnění v Asii.
Dvojník, Rudá planeta a Cizinec v cizí zemi se zabývají tématy tolerance a pochopení mezi lidmi a Marťany. Další příběhy, jako Jerry byl mužem, Hvězdný Lummox a Rudá planeta, popisují nelidské (nikoli v negativním smyslu) tvory posuzované chybně jako méněcennější než lidé. Předpokládalo se, že silně hierarchizovaní Arachnidé z Hvězdné pěchoty představovali právě Číňany nebo Japonce. Heinlein však toto dílo napsal jako reakci na jednostranné zastavení jaderných testů Spojenými státy a tak se zdá pravděpodobnější, že „brouci“ představují prostě komunismus. Tato metafora je ještě očividnější v případě „slimáků“ z románu Vládci loutek. Problémem při chápání mimozemšťanů jako uměleckých představitelů lidských ras je v tom, že Heinleinovi mimozemšťané obecně obývají zcela jiný mentální prostor než lidé. Například v románu Metuzalémovy děti nacházejí cestovatelé dvě mimozemské rasy: Jockaiřané jsou vlastně vnímající domácí zvířata sloužící jiným, téměř božským tvorům. V jeho prvních románech pro dospívající jsou Marťané a Venušané zobrazení jako staré, moudré rasy, které se jen zřídka zapojují do záležitostí lidí.

### Boj za sebeurčení
Jedním z Heinleinových nejčastějších témat je vzpoura proti zkorumpovaným, podlým utlačovatelům. Najdeme ji například v těchto dílech:
- V knize Měsíc je drsná milenka se obyvatelé trestanecké kolonie na Měsíci s pomocí oživlého počítače vzbouří proti vládě Správce kolonie
- Kolonisté na Venuši se odtrhnou od Země v Mezi planetami
- Studentská rebelie na Marsu v románu Rudá planeta
- Tajná armáda svrhne náboženskou diktaturu v novele Jestli to takhle půjde dál
- Vědci odrazí asijskou invazi v Šesté koloně
- Mládež a mutanti se postaví proti zaběhanému systému v Sirotcích oblohy

I přes svou víru v individualismus zobrazuje Heinlein ve svých dílech pro dospělé jak utlačované, tak i utlačovatele s určitou nejednoznačností. Například v románech Hvězdný Lummox a Cesta slávy jsou monarchové zachyceni převážně pozitivně. V jiném díle – Měsíc je drsná milenka – je předrevoluční společnost na Luně popsána jako anarchistická nebo libertariánská utopie, pouze předpovědi ekonomické katastrofy přivedou tuto společnost na pokraj revoluce, po které se ukazují temné stránky republikánského zřízení. Romány jako Cizinec v cizí zemi a Friday se zase zaměřují nikoli na střet mezi jedincem a vládou, ale spíše na střet jedince se společností a jejími zvyklostmi. Pro autora typickým je tedy boj za sebeurčení spíše ze strany jednoho konkrétního člověka než celých národů.

### Vliv

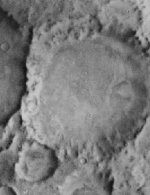
Heinleinův kráter na Marsu

Společně s Isaacem Asimovem a Arthurem C. Clarkem je Heinlein v americké literatuře považován za jednoho ze tří mistrů science fiction působících ve Zlatém věku SF, spojených s Johnem W. Campbellem a jeho magazínem Astounding Science Fiction. V padesátých letech byl prvním autorem, který vynesl science fiction z málo placeného a nepříliš ceněného ghetta pulpové literatury.
Heinlein je klíčovou osobou vzniku science fiction sociálního zaměření. Byl to právě on, kdo do svých děl poprvé použil témata politiky a sexuality, která se v do té doby psaných space operách nevyskytovaly. V reakci na tento trend se hard science fiction oddělila jako samostatný podžánr v rámci sci-fi. Vzhledem k Heinleinovým rozsáhlým znalostem techniky a vědeckému přístupu je autor považován také za důležitou postavu hard SF. Heinlein dostal pětkrát cenu Nebula a sedmkrát Hugo.
Několik slov vymyšlených Heinleinem se dostalo i do obecné angličtiny – například waldo a grok(ovat), jiné již existující zpopularizoval natolik, že se dostaly do obecné mluvy: TANSTAAFL (v českém překladu NEJÍZDA – "NEní JÍdla ZDArma" aneb "bez práce nejsou koláče"), "pošli to dál" (místo díků také někomu pomoz) nebo "Hvězdná pěchota". Díky jeho knihám se pro veřejnost staly vesmírné cesty reálnou možností. Ve svých příbězích pro Saturday Evening Post dal vesmírným cestám faktický základ. Mnozí američtí astronauti vyrostli na Heinleinových románech pro mladé, během letu Apolla 15 bylo citováno z básně Zelené pahorky Země. Jeho jméno bylo dáno kráteru na Marsu, spolukomentoval přistání Neila Armstronga na Měsíci.

### První romány

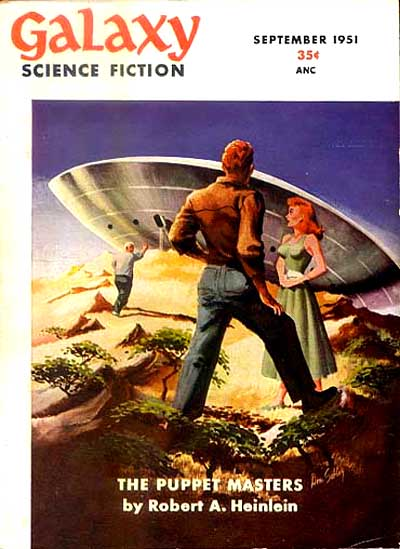
Obálka časopisu Galaxy Science Fiction z roku 1951 s Heinleinovým románem Vládci loutek (The Puppet Masters).

- For Us, The Living: A Comedy of Customs, 1939
- Metuzalémovy děti, AND Classic, 1994, ISBN 80-85782-11-1 (Methuselah's Children, 1941), Wales, 2006
- Za tímto horizontem, Banshies, 2003, ISBN 80-86456-10-2 (Beyond This Horizon, 1942)
- Hvězdná loď Galileo, Banshies, 2004, ISBN 80-86456-17-X (Rocket Ship Galileo, 1947)
- Hvězdný kadet, AND Classic, 1996, ISBN 80-85782-72-3 (Space Cadet, 1948)
- Rudá planeta, Straky na vrbě, 2000, ISBN 80-86428-03-6 (Red Planet, 1949)
- Šestá kolona, Brokilon, 2000, ISBN 80-86309-08-8 (Sixth Column aka The Day After Tomorrow, 1949)
- Hvězdná kolonie, Banshies, 2000, ISBN 80-902566-9-4 (Farmer in the Sky, 1950) – Retro Hugo Award (1951)
- Mezi planetami, Straky na vrbě, 2001, ISBN 80-86428-12-5 (Between Planets, 1951)
- Hvězdná dvojčata, Leonardo, 2003, ISBN 80-85951-30-4 (The Rolling Stones aka Space Family Stone, 1952)
- Vládci loutek, AG Kult, 1992, ISBN 80-901035-7-X (The Puppet Masters, 1951), AG kult, 2000, ISBN 80-901035-7-X
- Sirotci oblohy, Návrat, 1993, ISBN 80-85432-75-7 (Orphans of the Sky, 1951)
- Dvojník, in Únos na Mars, 1970 (Double Star, 1956) – Cena Hugo (1956), AFSF, 1997, ISBN 80-85390-49-3
- Starman Jones, AND Classic, 1996, ISBN 80-85782-63-4 (Starman Jones, 1953)
- Hvězdný Lummox, AND Classic, 1996, ISBN 80-85782-80-4 (The Star Beast, 1954)
- Tunel do nebes, AND Classic, 1996, ISBN 80-85782-70-7 (Tunnel in the Sky, 1955)
- Čas pro hvězdy, Banshies, 2000, ISBN 80-902566-7-8 Time for the Stars, 1956
- Občan galaxie, AND Classic, 1996, ISBN 80-85782-66-9 (Citizen of the Galaxy, 1957)
- Dveře do léta, Odeon, 1984 (The Door into Summer, 1957), Laser-books, 1995, ISBN 80-7193-001-6
- Vezmi si skafandr a běž, AND Classic, 1997, ISBN 80-85782-97-9 (Have Space Suit—Will Travel, 1958), Wales, 2005
- Hvězdná pěchota, AND Classic, 1995, ISBN 80-85782-22-7 (Starship Troopers, 1959) – Cena Hugo (1960), AND Classic, 1996, Wales, 2002, ISBN 80-86390-59-4

### Romány vrcholného období

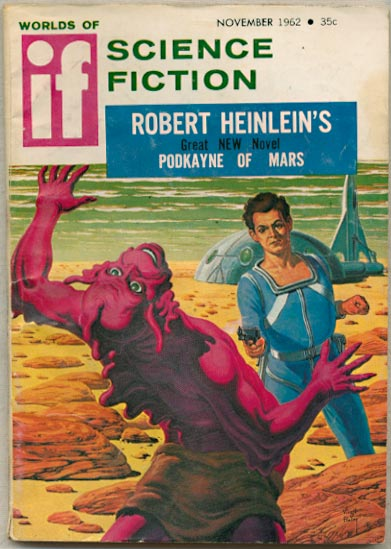
Obálka časopisu If z roku 1962 s Heinleinovým románem Podkayna z Marsu.

- Cizinec v cizí zemi, AND Classic, 1994, ISBN 80-85782-17-0 (Stranger in a Strange Land, 1961) – Cena Hugo (1962)
- Podkayna z Marsu, Wales, 2005, ISBN 80-86939-06-5 (Podkayne of Mars, 1962)
- Cesta slávy, Laser-books, 1992, ISBN 80-85601-21-4 (Glory Road, 1963)
- Farnhamův únik, AND Classic, 1996, ISBN 80-85782-85-5 (Farnham's Freehold, 1965)
- Měsíc je drsná milenka, AND Classic, 1994, ISBN 80-85782-12-X (The Moon is a Harsh Mistress, 1966) – Cena Hugo (1967)

AND Classic, 1995, ISBN 80-85782-12-X
Banshies, 2006, ISBN 80-86456-26-9
- Vůně strachu, Banshies, 1998, ISBN 80-902566-0-0 (I Will Fear No Evil, 1970)
- Dost času na lásku, AND Classic, 1995, ISBN 80-85782-28-6 (Time Enough For Love, 1973)

### Pozdní romány
- Číslo bestie, AND Classic, 1996, ISBN 80-85782-71-5 (The Number of the Beast, 1980)
- Friday, AG Cult, 1992, ISBN 80-901035-6-1 (Friday, 1982)

Wales, 2005, ISBN 80-901035-6-1
- Job, Laser, 1993, ISBN 80-85601-49-4 (Job: A Comedy of Justice, 1984)

Wales, 2006, ISBN 80-86939-14-6
- Kočka, která prochází zdí, AND Classic, 1995, ISBN 80-85782-21-9 (The Cat Who Walks Through Walls, 1985)
- Až za slunce západ plout, AND Classic, 1996, ISBN 80-85782-78-2 (To Sail Beyond the Sunset, 1987)

### Povídky z„historie budoucnosti“
- Linie života (Life-Line, 1939)
- Černá ovce (Misfit, 1939)
- Musejí být v chodu (The Roads Must Roll!, 1940)
- Rekviem (Requiem, 1940)
- Jestli to takhle půjde dál, (If This Goes On…, 1940)
- Exil (Coventry, 1940)
- Občas to někde bouchne (Blowups Happen, 1940)
- Universe, 1941
- Methuselah's Children, 1941
- Logika impéria (Logic of Empire, 1941)
- Kosmický šofér (Space Jockey, 1947)
- Je nádherné být zase doma (It's Great to Be Back!, 1947)
- Zelené pahorky Země (The Green Hills of Earth, 1947)
- Muka ve vesmíru (Ordeal in Space, 1948)
- Dlouhá hlídka (The Long Watch, 1948)
- Nepříjemné posezení (Gentlemen, Be Seated, 1948)
- Černé díry Luny (The Black Pits of Luna, 1948)
- Dalila a vesmírný montér (Delilah and the Space Rigger, 1949)
- Muž, který prodal Měsíc (The Man Who Sold the Moon, 1951) – Cena Hugo

### Jiné povídky
- Waldo, 1940
- They, 1941
- Domeček jako klícka (—And He Built a Crooked House—, 1941), jiným názvem …postavil si domeček, v tom domečku …, česky vyšla v antologii Těžká planeta (1971) a Vlak do pekla (1976)
- By His Bootstraps, 1941
- Venčíme také psy (We Also Walk Dogs, 1941)
- Lost Legacy, 1941
- Elsewhen, 1941
- The Unpleasant Profession of Jonathan Hoag, 1942
- Magic, Inc., 1942
- Jerry Was a Man, 1947
- Our Fair City, 1948
- Gulf, 1949
- Hrozba ze Země (The Menace From Earth, 1957)
- The Man Who Traveled in Elephants, 1957
- —All You Zombies—, 1959
- Světlomet (Searchlight, 1962)

### Sbírky povídek
- The Man Who Sold the Moon, 1950
- Waldo & Magie a.s., Wales, 2005 (Waldo & Magic, Inc., 1950)
- The Green Hills of Earth, 1951
- Assignment in Eternity, 1953
- Revolt in 2100, 1953
- The Robert Heinlein Omnibus, 1958
- The Menace from Earth, 1959
- The Unpleasant Profession of Jonathan Hoag, 1959
- Three by Heinlein, 1965
- A Robert Heinlein Omnibus, 1966
- The Worlds of Robert A. Heinlein, 1966
- Minulost napříč budoucností, AND Classic, 1996, ISBN 80-85782-61-8 (The Past Through Tomorrow, 1967)
- The Best of Robert A. Heinlein, 1973
- Expanded Universe, 1980
- A Heinlein Trio, 1980
- The Fantasies of Robert A. Heinlein, 1999

### Non-fiction
- Grumbles from the Grave, 1989
- Take Back Your Government: A Practical Handbook for the Private Citizen, 1992
- Tramp Royale, 1992

### Spin-off
- The Notebooks of Lazarus Long, 1978 – iluminoval D.F Vassallo
- Fate's Trick, 1988 – Matt Costello
- Requiem: New Collected Works by Robert A. Heinlein and Tributes to the Grand Master, 1992

## Filmy
- Destination Moon (1950) – podle knihy Rocket Ship Galileo, scénář, technický poradce, film získal Retro Hugo Award
- Tom Corbett, Space Cadet (1950) – podle knihy Vesmírný kadet
- Project Moon Base (1953)
- The Brain Eaters (1959) – podle knihy Vládci loutek
- Red Planet (1994) – TV mini-seriál podle knihy Red Planet
- Vládci loutek (1994) – podle knihy
- Hvězdná pěchota (1997) – film Paula Verhoevena podle knihy Hvězdná pěchota
- Roughnecks: The Starship Troopers Chronicles (1999) – TV seriál
- Predestination (2014) – film podle povídky All You Zombies

## Ocenění
- Damon Knight Memorial Grand Master Award v roce 1975
- Cena Hugo (4 + 2 retro)
  - 1956 – román – Dvojník
  - 1960 – román – Hvězdná pěchota
  - 1962 – román – Cizinec v cizí zemi
  - 1967 – román – Měsíc je drsná milenka
  - 2001 – retro, román – Hvězdná kolonie
  - 2001 – retro, novela – Muž, který prodal Měsíc
- Cena Locus (2 + 2 all-time poll)
  - 1972 – nejoblíbenější autor všech dob (all-time favourite author) – Locus All Time Poll
  - 1976 – autor všech dob (all-time author) – Locus All Time Poll
  - 1984 – román – Job
  - 1989 – nefantastické dílo – Grumbles from the Grave
- Prometheus (6)
  - 1996 – Rudá planeta
  - 1997 – Metuzalemovy děti
  - 1983 – Měsíc je drsná milenka
  - 1987 – Cizinec v cizí zemi
  - 1998 – Dost času na lásku
  - 2003 – Rekviem
- Seiun (1)
  - 1978 – Vůně strachu
- Forry Award
  - 1980 – za celoživotní dílo